# Taurongia punctata
Espèce
Synonymes
- Hylobius punctatus Hogg, 1900
- Hylobius divergens Hogg, 1900

Taurongia punctata est une espèce d'araignées aranéomorphes de la famille des Desidae.

## Distribution
Cette espèce est endémique du Victoria en Australie.

## Description
Le mâle décrit par Gray en 2005 mesure 9,54 mm et la femelle 14,47 mm.

## Publication originale
- Hogg, 1900 : A contribution to our knowledge of the spiders of Victoria: including some new species and genera. Proceedings of the Royal Society of Victoria (N.S.), vol. 13, p. 68-123 (texte intégral).